# 謎のオープンワールド
『謎のオープンワールド』は、the band apartの7枚目のフルアルバム。2015年1月21日にasian gothic labelから発売された。

## 解説
前作『街の14景』に引き続き二作目の全曲日本語歌詞のアルバムである。木暮は日本語歌詞について、「今回は(歌詞の表現も)素直になってきているのかな、と思いましたね。」と語っている。
『街の14景』はメンバー一人ひとりがそれぞれの楽曲を作曲して制作されたが、「個別で作るって志向が強くなってたから、それをもうちょっとバンドっぽく」という話し合いから、今作ではバンドでのセッションの中で作られた楽曲が多く、荒井は、「深く考える前にギターのフレーズだけを持っていって合わせて、そこから出てきたアレンジからインスピレーションを得て曲を完成させる」というやり方が半分以上と語っている。

## 楽曲について
ピルグリム
荒井作曲、木暮作詞。
廃棄CITY
川崎の元ネタを川崎と原がアレンジして作曲。川崎作詞。
禁断の宮殿
ほとんど原の作曲。
殺し屋がいっぱい
木暮作詞作曲。
遊覧船
川崎が作曲し録音したフレーズから木暮がトラックを作った。メロディは原と荒井と川崎により複合的に作られた。作詞は主に木暮、足りないところを原。
月と暁　
荒井の元ネタで、歌詞も荒井による。アウトロは原のネタ。
裸足のラストデイ　
原作詞。
消える前に　
ほとんど荒井の作曲、作詞も荒井。イントロは川崎による。
最終列車　
荒井作曲、木暮作詞。大サビの部分のみ木暮作曲。

## 収録曲
| 全作詞・作曲・編曲: the band apart。 |                      |                |                |
| #                                    | タイトル             | 作詞           | 作曲・編曲     |
| 1.                                   | 「（opening）」      | the band apart | the band apart |
| 2.                                   | 「笑うDJ」           | the band apart | the band apart |
| 3.                                   | 「ピルグリム」       | the band apart | the band apart |
| 4.                                   | 「廃棄CITY」         | the band apart | the band apart |
| 5.                                   | 「（save point A）」 | the band apart | the band apart |
| 6.                                   | 「禁断の宮殿」       | the band apart | the band apart |
| 7.                                   | 「殺し屋がいっぱい」 | the band apart | the band apart |
| 8.                                   | 「遊覧船」           | the band apart | the band apart |
| 9.                                   | 「月と暁」           | the band apart | the band apart |
| 10.                                  | 「（save point B）」 | the band apart | the band apart |
| 11.                                  | 「裸足のラストデイ」 | the band apart | the band apart |
| 12.                                  | 「消える前に」       | the band apart | the band apart |
| 13.                                  | 「最終列車」         | the band apart | the band apart |
| 14.                                  | 「（ending）」       | the band apart | the band apart |